# Novoveská plošina
Novoveská plošina je geomorfologický podcelek Borské nížiny.

## Vymezení
Podcelek leží na jihozápadním okraji Borské nížiny, poblíž dolního toku řeky Morava a bratislavské městské části Devínska Nová Ves. Na jihu sousedí s  Devínskými Karpaty, podcelkem Malých Karpat, východním směrem leží Podmalokarpatská sníženina a na západě Dolnomoravská niva, oba podcelky Borské nížiny. 

## Osídlení
Území této části Borské nížiny je středně hustě osídlené. Na jižním okraji leží Devínska Nová Ves, v severovýchodní části město Stupava. V centrální části území stojí rozsáhlý komplex Volkswagen Slovakia.

## Doprava
Východní částí vede dálnice D2 i silnice I / 2, v západní části vede železniční trať Bratislava - Marchegg a Bratislava - Břeclav . 